# Heinz Ritter (Politiker, Juni 1924)
Heinz Ritter (* 11. Juni 1924 in Berlin; † 27. August 2004) war ein deutscher Politiker (SPD).
Heinz Ritter besuchte eine höhere Handelsschule und machte eine Lehre als Industrie- und Werbekaufmann in der Metallindustrie. Er wurde von der Wehrmacht eingezogen und geriet schließlich in amerikanische Kriegsgefangenschaft. 
Nach dem Zweiten Weltkrieg kehrte Ritter 1947 nach Berlin zurück und arbeitete zunächst als Verwaltungsangestellter im Bezirksamt Tiergarten, später wurde er  dort Beamter. 1956 trat er der SPD bei. Bei der Berliner Wahl 1958 wurde er in die Bezirksverordnetenversammlung in Berlin-Tiergarten gewählt. Von 1963 bis 1967 war Ritter Vorsteher der Bezirksverordnetenversammlung. Bei der Wahl 1971 wurde er in das Abgeordnetenhaus von Berlin gewählt, 1981 schied er aus dem Parlament aus.